# Marathon de Paris
Le Marathon de Paris est une épreuve de course à pied de 42,195 km organisée annuellement depuis 1976 dans les rues de Paris. Depuis 1998, son organisation est assurée par le Paris Athlétisme Compétition - Club Marathon (Amaury Sport Organisation - ASO).
Il s'agit de la seule course française disposant du label Elite du World Athletics Label Road Races.
Les records de l'épreuve sont 2 h 4 min 21 s pour les hommes, par le Kényan Elisha Rotich en 2021, et 2 h 19 min 48 s pour les femmes, par la Kényane Judith Jeptum en 2022.
Le Marathon de Paris est la plus grosse épreuve de course à pied en France en termes d'arrivants. L'édition 2017 a totalisé 43 754 arrivants. L’édition 2025 a totalisé 55 499 arrivants. C'est aussi le premier marathon mondial en termes d'arrivants à égalité avec le Marathon de New York,.

## Histoire

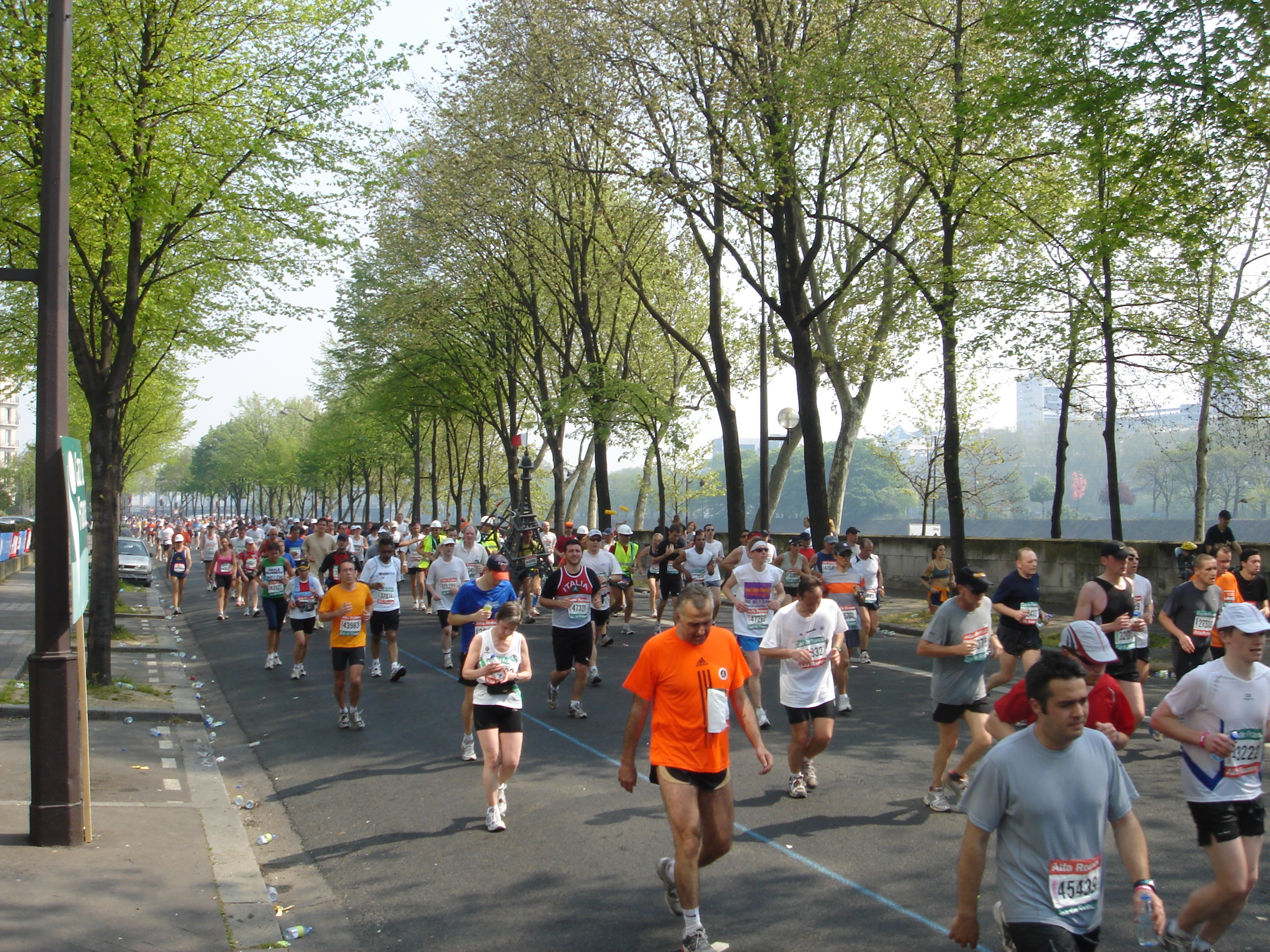
Coureurs et marcheurs longeant la Seine lors du Marathon de Paris 2007.

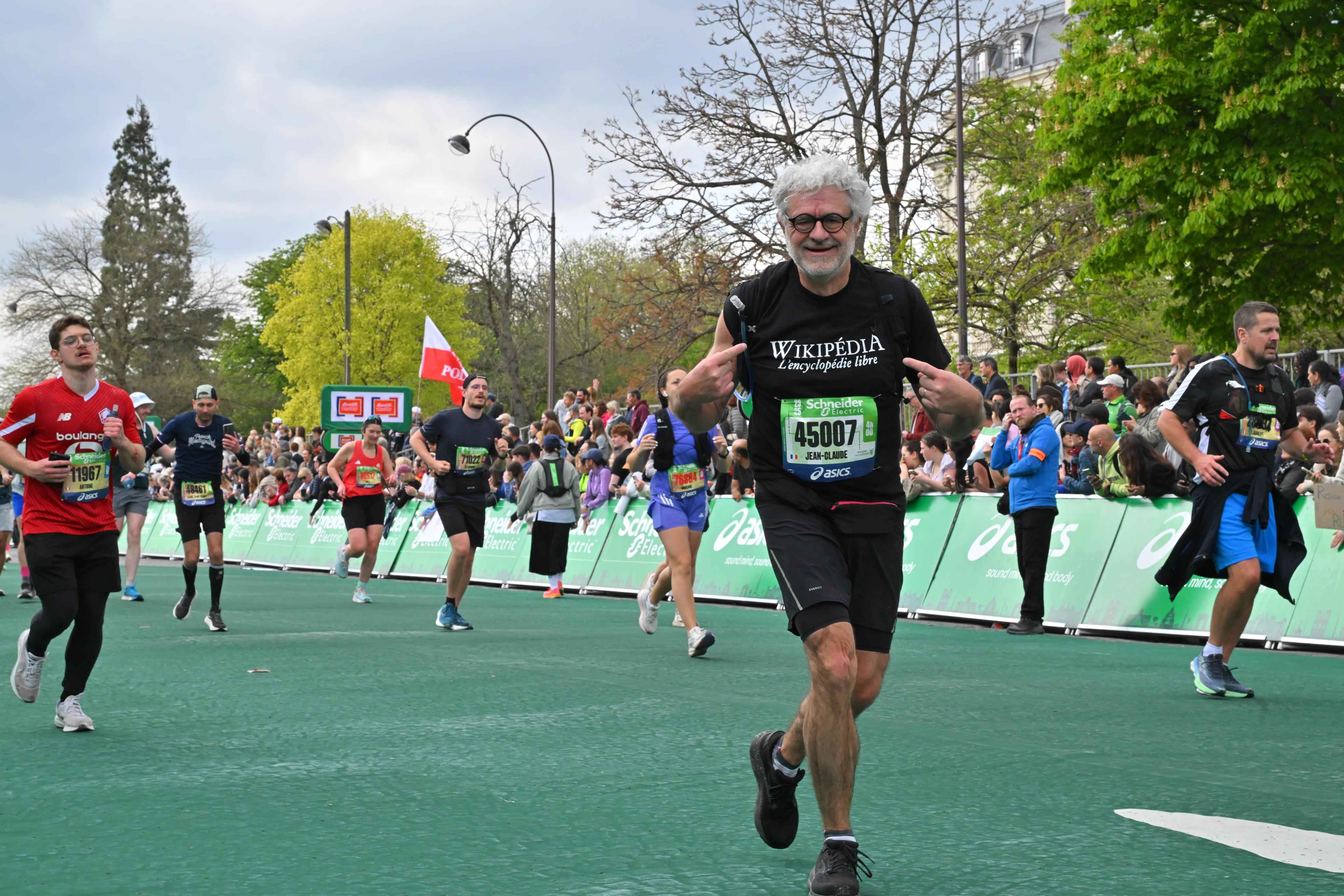
Jean-Claude Balès, premier coureur marathonien pour Wikimédia France au Marathon de Paris 2025.

Le 19 juillet 1896, porte Maillot à Paris, Pierre Giffard donne le départ de cette épreuve olympique remise à l'honneur grâce à l'initiative du pédagogue Michel Bréal. Cette course fut courue quelques jours après celle des Jeux olympiques d'Athènes. Le Britannique Len Hurst remporta l’épreuve en 2 h 31 min 30 s, devant 190 autres concurrents.
Pendant de nombreuses années, deux grandes courses de fond se déroulaient à Paris : le Cross de L'Humanité (1933-1968) dans le bois de Vincennes et le concurrent Cross du Figaro (1961-2000) dans le bois de Boulogne, épreuves de cross-country courues sur en général 10 000 mètres. Les vrais débuts du Marathon de Paris en tant qu'organisation ont lieu le 18 septembre 1976. À cette époque, cette épreuve de course à pied de longue distance n'est pas encore un sport très populaire et la course réunit seulement 126 athlètes. Les 42,195 km étaient effectués exclusivement dans le bois de Boulogne. En 1979, le circuit passait par toutes les mairies d’arrondissement de Paris, pour finir sur le parvis de Notre-Dame. Le Marathon de Paris est organisé chaque année depuis cette date. En 1984, l'épreuve passe la barre des 10 000 arrivants. Le Marathon de Paris continue ensuite de grossir régulièrement et réunit plus de 40 000 arrivants en 2015.
L'édition 2020 du marathon a finalement été annulée après 2 reports, en raison de la pandémie de 2020.
L'édition 2021 se déroule inhabituellement en automne, le 17 octobre. Le Kényan Elisha Rotich, vainqueur chez les hommes établit un nouveau record dans cette épreuve en 2h4min21s (le record précédent était détenu depuis 2014 par l'Éthiopien Kenenisa Bekele). L’Éthiopienne Tigist Memuye est première du classement féminin de cette édition 2021.
L'édition 2024 enregistre le record du nombre d'arrivants, avec 54 175 coureurs ayant franchis la ligne d'arrivée, sur un total de 55 922 participants. En 2025, le marathon de Paris bat le record de participation pour un marathon avec 56 950 partants contre 56 012 à New York en novembre 2024,.

### Identité visuelle
L'identité visuelle du Marathon de Paris est longtemps restée la même. Un logo reconnu par tous les coureurs avec son utilisation de la tour Eiffel pour représenter la lettre A du mot Marathon et Paris.
À partir de 2013, le Marathon de Paris devient officiellement Schneider Electric Marathon de Paris. Amaury Sport Organisation (ASO) et Schneider Electric ont signé un partenariat pour que la multinationale basée en France soit partenaire titre de la course.

Logo jusqu'en 2013.
Logo à partir de 2013.

## Parcours

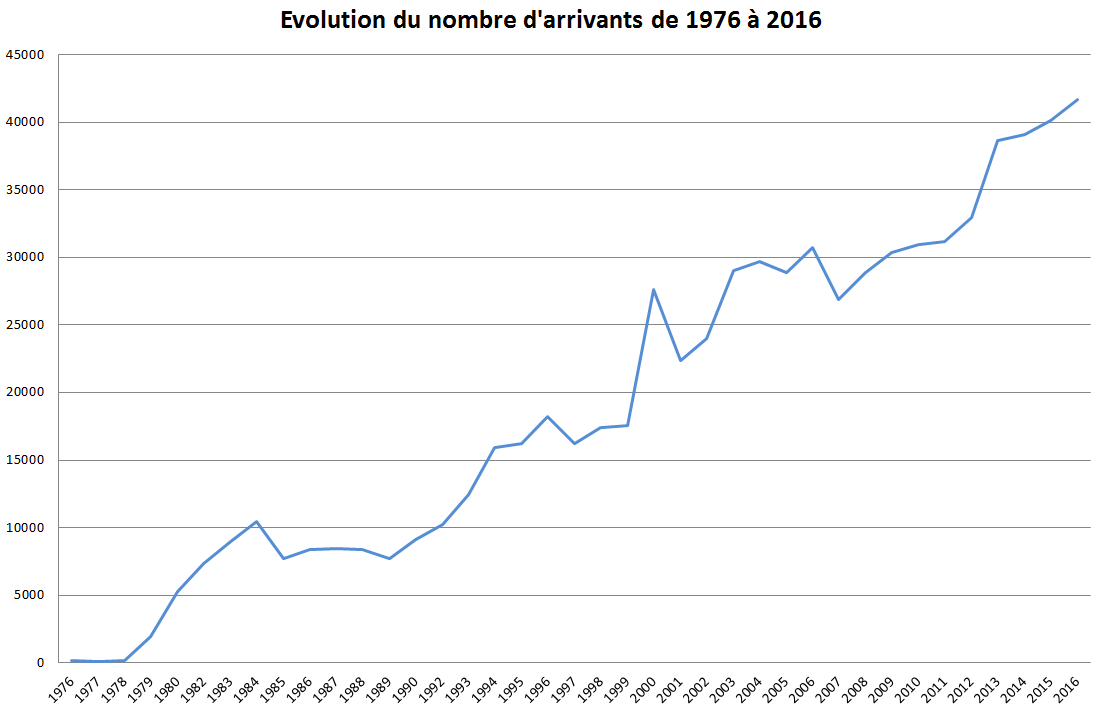
Évolution du nombre de concurrents terminant le Marathon de Paris de 1976 à 2016.

Depuis 2005, le parcours est entièrement situé sur la rive droite et dans les limites administratives de Paris. Un parcours réputé difficile par les coureurs, notamment à cause de nombreuses côtes tout au long du parcours.
Le parcours passe par de nombreux points clés de la capitale : 
- axe historique : avenue des Champs-Élysées, place Vendôme, place de l'Opéra, rue de Rivoli, place de la Bastille, place Félix-Éboué ;
- boucle de dix kilomètres dans le bois de Vincennes ;
- retour par la rue de Charenton (moitié du parcours), nouveau passage par la place de la Bastille, puis course sur les quais de la rive droite jusqu'au pont de Bir-Hakeim d'où les coureurs peuvent admirer la tour Eiffel ;
- entrée dans le bois de Boulogne par la porte d'Auteuil, puis retour au 16e arrondissement par la porte de Passy et boucle de neuf kilomètres jusqu'à la porte Dauphine ;
- arrivée sur l'avenue Foch.

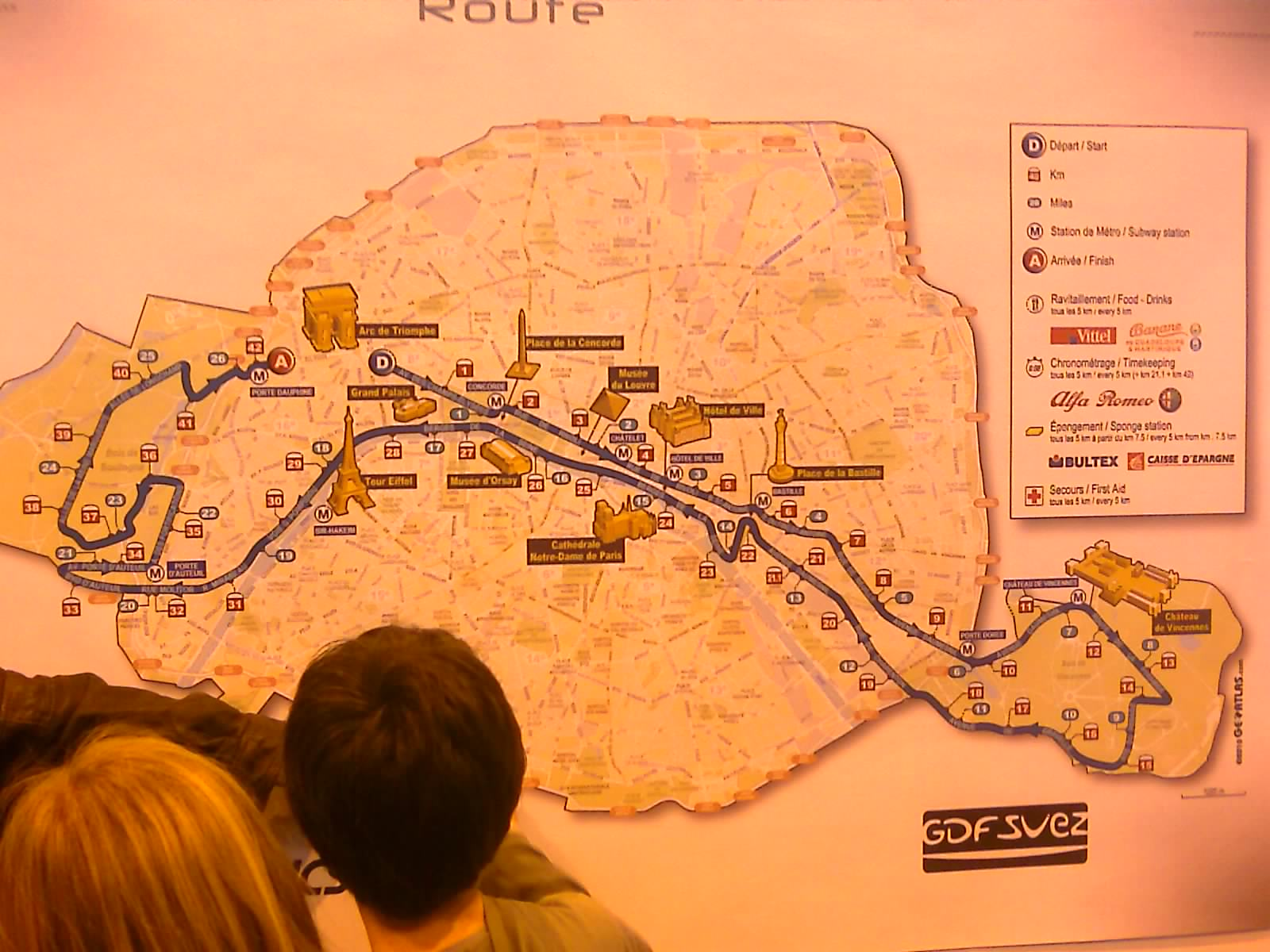
Parcours de l'édition 2010.
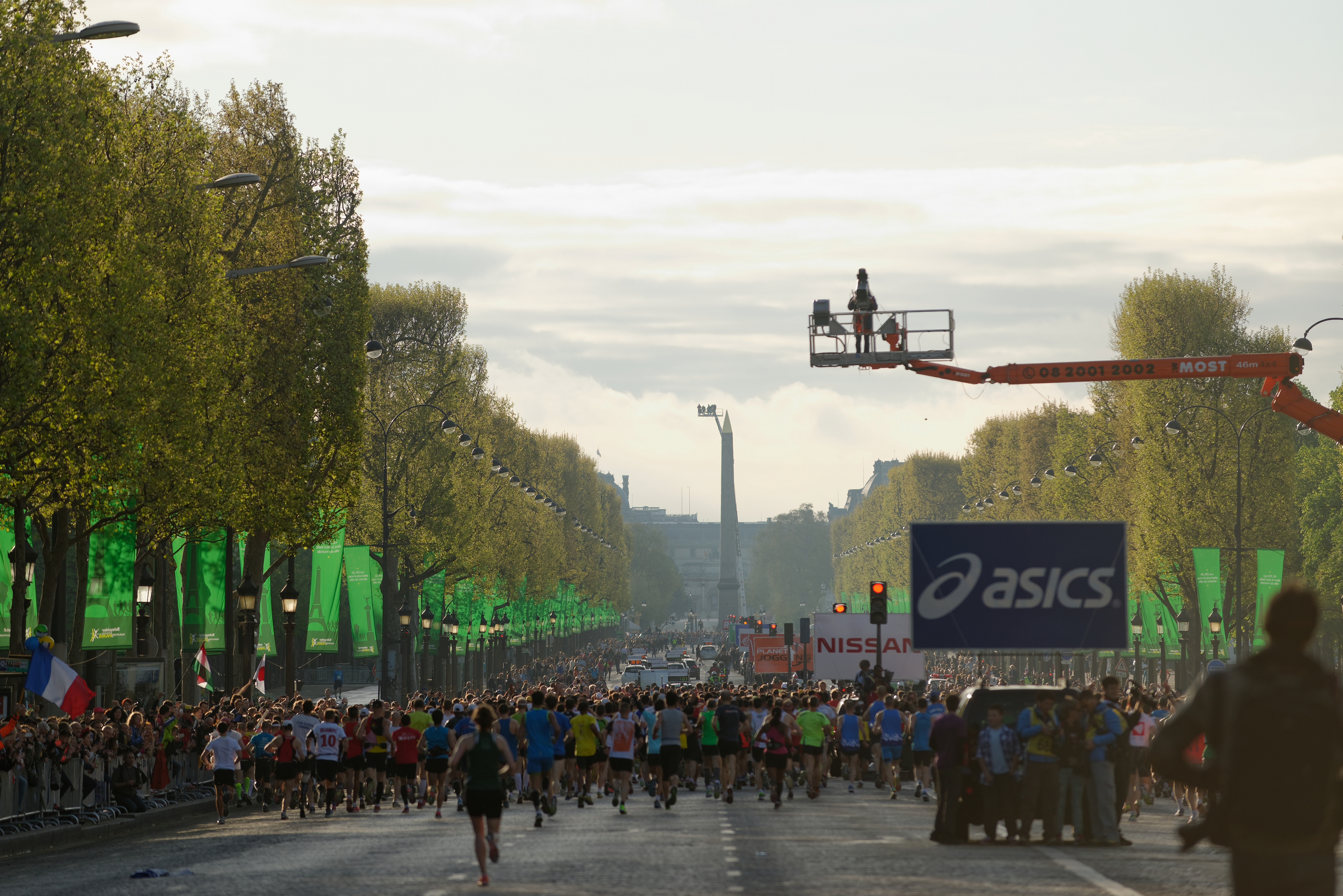
Champs-Élysées et obélisque de la Concorde au départ du marathon.
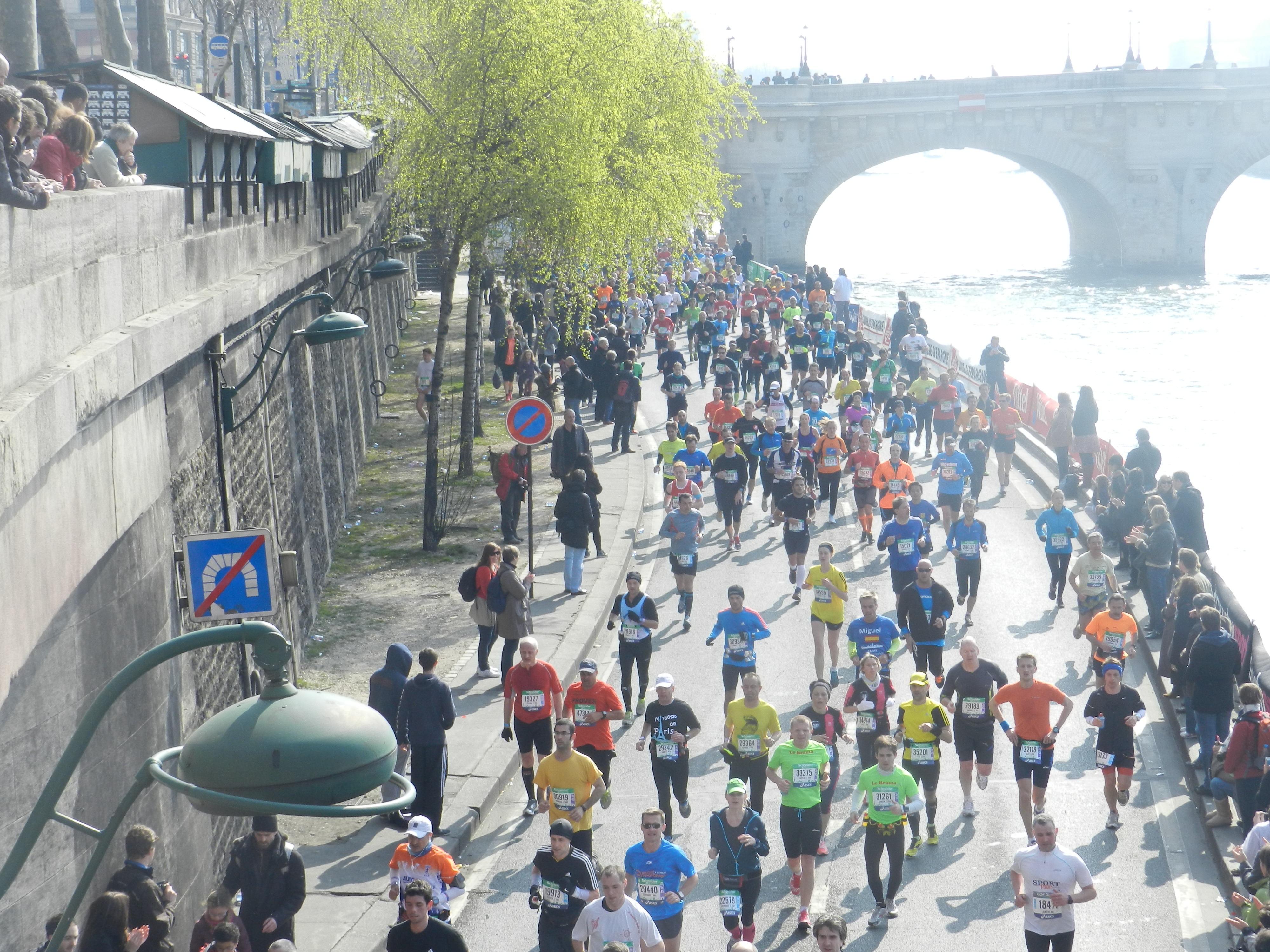
Après le passage sous le pont Neuf lors de l'édition 2013.
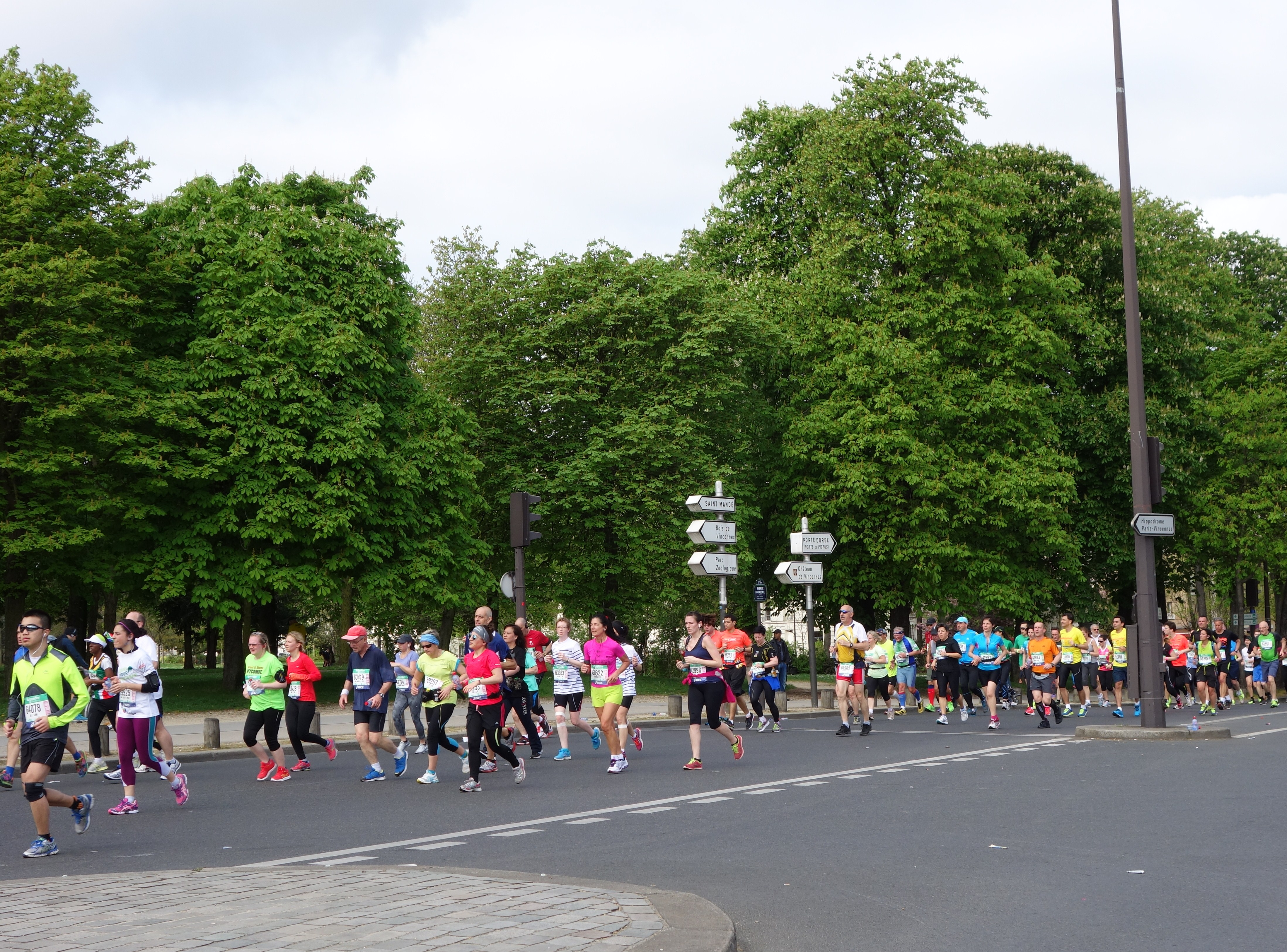
Passage à la porte Dorée lors de l'édition 2014.
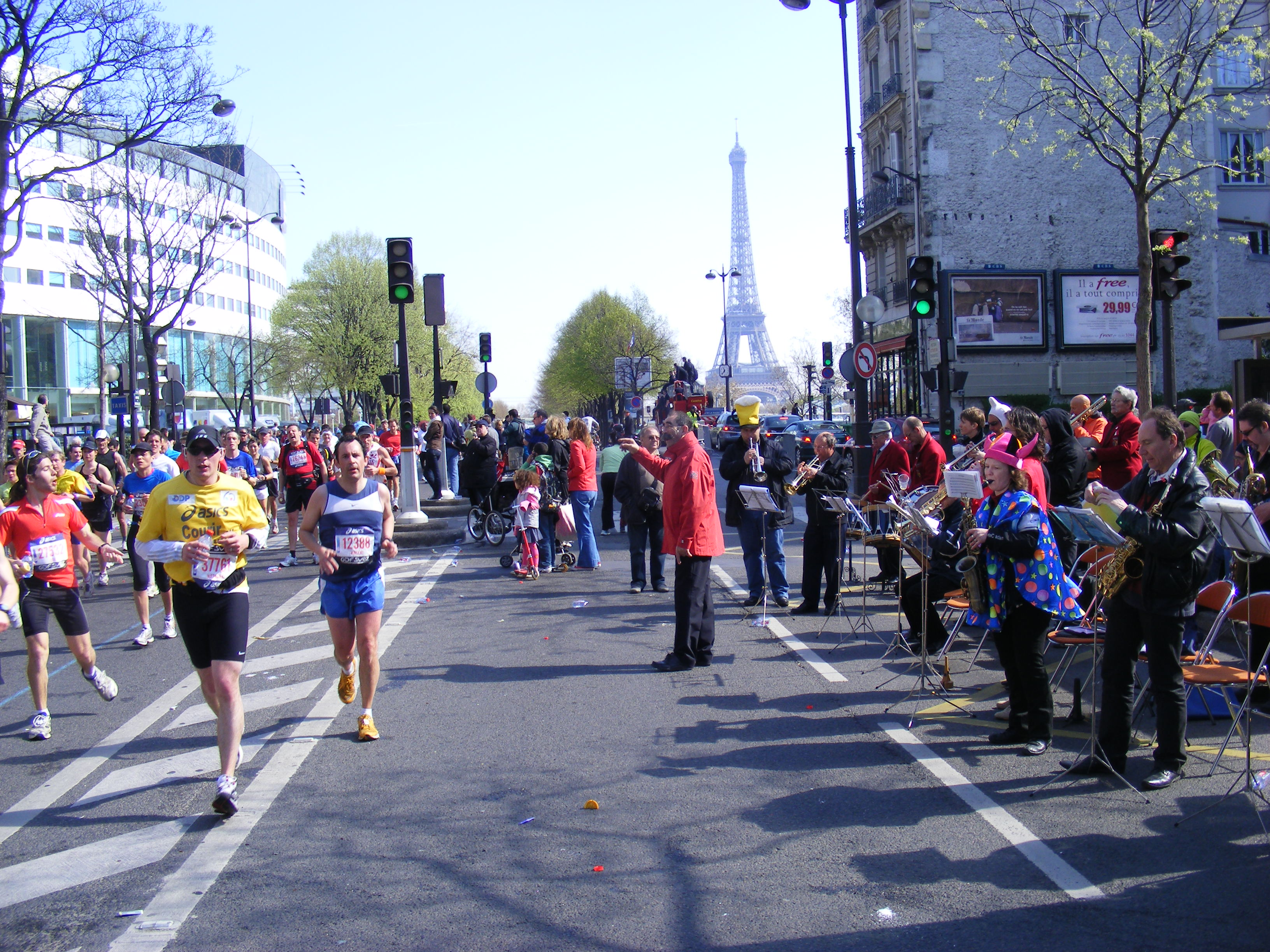
Groupe de musique et vue sur la tour Eiffel.

### Matérialisation du parcours sur la chaussée
Initié en 1956 au marathon de Melbourne, la ville de Paris met en place depuis une vingtaine d’années, un tracé sur la chaussée, matérialisé, pour l’édition 2024, par une bande verte nécessitant 300 bombes de peinture et qui matérialise les 42,195 kilomètres de la course. La bande verte est appelée « ligne directrice » et sert de repère pour les coureurs. Elle ne représente pas le trajet le plus court mais la trajectoire idéale se basant toujours sur le prochain virage.

## Palmarès
| Date                                                        | Vainqueur (Homme)              | Pays                           | Temps                          | Vainqueur (Femme)   | Pays             | Temps           | Partants | Arrivants |
| ----------------------------------------------------------- | ------------------------------ | ------------------------------ | ------------------------------ | ------------------- | ---------------- | --------------- | -------- | --------- |
| 2025                                                        | Benard Biwott                  | Kenya                          | 2 h 5 min 24 s                 | Bedatu Hirpa        | Éthiopie         | 2 h 20 min 45 s | 56 950   | 55 499    |
| 2024                                                        | Mulugeta Uma                   | Éthiopie                       | 2 h 5 min 33 s                 | Mestawut Fikir      | Éthiopie         | 2 h 20 min 45 s | 55 922   | 54 175    |
| 2023                                                        | Abeje Ayana                    | Éthiopie                       | 2 h 7 min 15 s                 | Helah Kiprop        | Kenya            | 2 h 23 min 19 s | 52 078   | 51 100    |
| 2022                                                        | Deso Gelmisa                   | Éthiopie                       | 2 h 5 min 07 s                 | Judith Jeptum       | Kenya            | 2 h 19 min 48 s | 37 000   | 35 757    |
| 2021                                                        | Elisha Rotich                  | Kenya                          | 2 h 4 min 21 s                 | Tigist Memuye       | Éthiopie         | 2 h 26 min 11 s | 30 000   | 27 180    |
| 2020 : Épreuve annulée en raison de la pandémie de Covid-19 |                                |                                |                                |                     |                  |                 |          |           |
| 2019                                                        | Abrha Milaw                    | Éthiopie                       | 2 h 7 min 05 s                 | Gelete Burka        | Éthiopie         | 2 h 22 min 48 s | 49 155   | 47 495    |
| 2018                                                        | Paul Lonyangata (2)            | Kenya                          | 2 h 6 min 25 s                 | Betsy Saina         | Kenya            | 2 h 22 min 55 s |          | 42 525    |
| 2017                                                        | Paul Lonyangata                | Kenya                          | 2 h 6 min 10 s                 | Purity Rionoripo    | Kenya            | 2 h 20 min 55 s | 43 754   | 42 483    |
| 2016                                                        | Cyprian Kotut                  | Kenya                          | 2 h 7 min 11 s                 | Visiline Jepkesho   | Kenya            | 2 h 25 min 53 s | 43 317   | 41 708    |
| 2015                                                        | Mark Korir                     | Kenya                          | 2 h 5 min 48 s                 | Meseret Mengistu    | Éthiopie         | 2 h 23 min 26 s | 41 342   | 40 172    |
| 2014                                                        | Kenenisa Bekele                | Éthiopie                       | 2 h 5 min 03 s                 | Flomena Cheyech     | Kenya            | 2 h 22 min 42 s | 40 783   | 39 115    |
| 2013                                                        | Peter Some                     | Kenya                          | 2 h 5 min 37 s                 | Feyse Tadese        | Éthiopie         | 2 h 21 min 06 s | 40 108   | 38 690    |
| 2012                                                        | Stanley Biwott                 | Kenya                          | 2 h 05 min 10 s                | Tirfi Tsegaye       | Éthiopie         | 2 h 22 min 02 s | 34 297   | 32 980    |
| 2011                                                        | Benjamin Kiptoo                | Kenya                          | 2 h 6 min 29 s                 | Priscah Jeptoo      | Kenya            | 2 h 22 min 51 s | 32 092   | 31 169    |
| 2010                                                        | Tadesse Tola                   | Éthiopie                       | 2 h 6 min 41 s                 | Atsede Bayisa (2)   | Éthiopie         | 2 h 22 min 04 s | 31 566   | 30 976    |
| 2009                                                        | Vincent Kipruto                | Kenya                          | 2 h 5 min 47 s                 | Atsede Bayisa       | Éthiopie         | 2 h 24 min 42 s | 31 373   | 30 334    |
| 2008                                                        | Tsegay Kebede                  | Éthiopie                       | 2 h 6 min 40 s                 | Martha Komu         | Kenya            | 2 h 25 min 33 s | 29 706   | 28 883    |
| 2007                                                        | Shami Mubarak                  | Qatar                          | 2 h 7 min 17 s                 | Tafa Magarsa        | Éthiopie         | 2 h 25 min 08 s | 28 261   | 26 879    |
| 2006                                                        | Gashaw Melese                  | Éthiopie                       | 2 h 8 min 03 s                 | Irina Timofeyeva    | Russie           | 2 h 27 min 19 s | 31 616   | 30 772    |
| 2005                                                        | Salim Kipsang                  | Kenya                          | 2 h 8 min 02 s                 | Lidiya Grigoryeva   | Russie           | 2 h 27 min 00 s |          | 28 857    |
| 2004                                                        | Ambesse Tolossa                | Éthiopie                       | 2 h 8 min 56 s                 | Salina Kosgei       | Kenya            | 2 h 24 min 32 s |          | 29 700    |
| 2003                                                        | Mike Rotich                    | Kenya                          | 2 h 6 min 33 s                 | Beatrice Omwanza    | Kenya            | 2 h 27 min 41 s |          | 29 036    |
| 2002                                                        | Benoît Zwierzchiewski          | France                         | 2 h 6 min 36s                  | Marleen Renders (2) | Belgique         | 2 h 23 min 05 s |          | 24 025    |
| 2001                                                        | Simon Biwott                   | Kenya                          | 2 h 9 min 40 s                 | Florence Barsosio   | Kenya            | 2 h 27 min 53 s | 27 000   | 22 343    |
| 2000                                                        | Mohamed Ouaadi                 | France                         | 2 h 8 min 49 s                 | Marleen Renders     | Belgique         | 2 h 23 min 43 s | 32 000   | 27 596    |
| 1999                                                        | Julius Rutto                   | Kenya                          | 2 h 8 min 10 s                 | Cristina Costea     | Roumanie         | 2 h 26 min 11 s | 22 000   | 17 544    |
| 1998                                                        | Jackson Kabiga                 | Kenya                          | 2 h 9 min 37 s                 | Nicole Caroll       | Australie        | 2 h 27 min 06 s | 21 800   | 17 434    |
| 1997                                                        | John Kemboi                    | Kenya                          | 2 h 10 min 14 s                | Helena Razdroguina  | Russie           | 2 h 29 min 10 s | 20 100   | 16 211    |
| 1996                                                        | Henrique Crisostomo            | Portugal                       | 2 h 12 min 18 s                | Alina Tecuta        | Roumanie         | 2 h 29 min 32 s | 21 400   | 18 244    |
| 1995                                                        | Domingos Castro                | Portugal                       | 2 h 10 min 06 s                | Judit Nagy          | Hongrie          | 2 h 31 min 43 s | 20 000   | 16 200    |
| 1994                                                        | Saïd Ermili                    | Maroc                          | 2 h 10 min 56 s                | Mari Tanigawa       | Japon            | 2 h 27 min 55 s | 18 500   | 15 936    |
| 1993                                                        | Leszek Beblo                   | Pologne                        | 2 h 10 min 46 s                | Mitsuyo Yoshida     | Japon            | 2 h 29 min 16 s |          | 12 475    |
| 1992                                                        | Luis Soares                    | France                         | 2 h 10 min 03 s                | Tatiana Titova      | Russie           | 2 h 31 min 12 s |          | 10 245    |
| 1991 : Épreuve annulée en raison de la Guerre du Golfe      |                                |                                |                                |                     |                  |                 |          |           |
| 1990                                                        | Steve Brace (2)                | Royaume-Uni                    | 2 h 13 min 10 s                | Yishiko Yamamoto    | Japon            | 2 h 35 min 11 s |          | 9 110     |
| 1989                                                        | Steve Brace                    | Royaume-Uni                    | 2 h 13 min 03 s                | Kazue Kojima        | Japon            | 2 h 29 min 23 s |          | 7 705     |
| 1988                                                        | Manuel Matias                  | Portugal                       | 2 h 13 min 53 s                | Aurora Cunha        | Portugal         | 2 h 34 min 56 s |          | 8 370     |
| 1987                                                        | Abebe Mekonnen                 | Éthiopie                       | 2 h 11 min 09 s                | Héléna Cobos        | Espagne          | 2 h 34 min 47 s |          | 8 453     |
| 1986                                                        | Ahmed Salah (2)                | Djibouti                       | 2 h 12 min 44 s                | Maria Lelut         | France           | 2 h 32 min 16 s |          | 8 409     |
| 1985                                                        | Jacky Boxberger (2)            | France                         | 2 h 10 min 49 s                | Maureen Hurst       | Royaume-Uni      | 2 h 43 min 31 s |          | 7 726     |
| 1984                                                        | Ahmed Salah                    | Djibouti                       | 2 h 11 min 58 s                | Sylviane Levesque   | France           | 2 h 38 min 20 s |          | 10 474    |
| 1984                                                        | Course féminine supplémentaire | Course féminine supplémentaire | Course féminine supplémentaire | Lorraine Moller     | Nouvelle-Zélande | 2 h 32 min 44 s |          |           |
| 1983                                                        | Jacky Boxberger                | France                         | 2 h 12 min 38 s                | Jacqueline Courtade |                  | 2 h 58 min 14 s |          | 8 972     |
| 1982                                                        | Ian Thompson                   | Royaume-Uni                    | 2 h 14 min 07 s                | Anne Marie Cienka   | France           | 2 h 56 min 14 s |          | 7 326     |
| 1981                                                        | Dave Cannon Ron Tabb (ex æquo) | Royaume-Uni États-Unis         | 2 h 11 min 44 s                | Chantal Langlacé    | France           | 2 h 48 min 24 s |          | 7 003     |
| 1980                                                        | Sylvain Cacciatore             | France                         | 2 h 25 min 50 s                | Gillian Adams       | Royaume-Uni      | 2 h 49 min 42 s |          | 5 274     |
| 1979                                                        | Fernand Kolbeck                | France                         | 2 h 18 min 53 s                | Vreni Forster       | Suisse           | 2 h 51 min 14 s | ~5 000   | 1 953     |
| 1978                                                        | Gilbert Coutant                | France                         | 2 h 34 min 55 s                |                     |                  |                 | ~150     | 148       |
| 1977                                                        | Gérard Métayer                 | France                         | 2 h 30 min 41 s                |                     |                  |                 | ~100     | 87        |
| 1976                                                        | Jean-Pierre Eudier             | France                         | 2 h 20 min 57 s                |                     |                  |                 |          | 126       |

 Record de l'épreuve

### Tour de Paris
Lors de l’édition de 1918, Marie-Louise Ledru ( France) termine la course en 5 h 40 min. C’est la première participation officielle d’une femme à un marathon.
| Date                                                               | Vainqueur           | Pays     | Temps             | Distance | Partants | Arrivants |
| ------------------------------------------------------------------ | ------------------- | -------- | ----------------- | -------- | -------- | --------- |
| 1932                                                               | Alexandre Julien    | France   | 2 h 40 min 1 s    |          |          |           |
| 1931 : Probablement pas d’épreuve                                  |                     |          |                   |          |          |           |
| 1930                                                               | Francois Gorrebeeck | Belgique | 2 h 43 min 30 s   | 40 km    |          |           |
| 1929                                                               | Francois Gorrebeeck | Belgique | 2 h 48 min        | 40 km    |          |           |
| 1928                                                               | Charles Cools       | Belgique | 2 h 36 min 27 s   | 40 km    |          |           |
| 1927                                                               | Nicolas Maes        | Belgique | 2 h 28 min 30 s   | 40 km    |          |           |
| 1926                                                               | Charles Cools       | Belgique | 2 h 49 min        | 40 km    |          |           |
| 1925                                                               | Alexandre Julien    | France   | 2 h 36 min        | 40 km    |          |           |
| 1924                                                               | Alphonse VanHoye    | Belgique | 2 h 35 min 15 s   | 40 km    |          |           |
| 1923                                                               | Henri Siret         | France   | 2 h 30 min 15 s   | 40 km    |          |           |
| 1922                                                               | relais              |          | 2 h 11 min 49 s   | 38.95 km |          |           |
| 1921                                                               | relais              |          | 2 h 20 min 40 s   | 40 km    |          |           |
| 1920                                                               | Henri Siret         | France   | 3 h 2 min         | 42.29 km |          |           |
| 1919                                                               | Henri Siret         | France   | 2 h 56 min        | 42.19 km |          |           |
| 1918                                                               | Gabriel Longchal    | France   | 3 h 13 min        | 42.29 km |          |           |
| 1914-1917 : Pas d’épreuve en raison de la Première Guerre mondiale |                     |          |                   |          |          |           |
| 1913                                                               | Henri Siret         | France   | 2 h 44 min 46 s   | 42.19 km |          |           |
| 1912                                                               | Hans Holmer         | Canada   | 2 h 43 min 52.4 s | 42.19 km |          |           |
| 1911                                                               | Henri Siret         | France   | 2 h 35 min 30 s   | 38.68 km |          |           |
| 1910                                                               | Louis Bouchard      | France   | 2 h 30 min 25 s   | 38.68 km |          |           |
| 1909                                                               | Victor Snouck       |          | 2 h 35 min 40 s   | 38.68 km |          |           |
| 1908                                                               | Henri Siret         | France   | 2 h 36 min 5.4 s  | 38.68 km |          |           |
| 1907                                                               | Henri Siret         | France   | 2 h 32 min 28 s   | 38.68 km |          |           |
| 1906                                                               | Henri Siret         | France   | 2 h 24 min 26 s   | 37.07 km |          |           |
| 1904-1905 : Pas d’épreuve                                          |                     |          |                   |          |          |           |
| 1903                                                               | Albert Charbonnel   | France   | 2 h 32 min 45 s   | 37.74 km |          |           |

### Conflans-Paris (distance environ 40 km)
| Date                 | Vainqueur         | Pays        | Temps             | Partants | Arrivants |
| -------------------- | ----------------- | ----------- | ----------------- | -------- | --------- |
| 1904                 | Louis Orphée      | France      | 2 h 41 min 10 s   |          |           |
| 1903                 | Edouard Cibot     | France      | 2 h 34 min 50 s   |          |           |
| 1902                 | Albert Charbonnel | France      | 2 h 52 min 5 s    |          |           |
| 1901                 | Len Hurst         | Royaume-Uni | 2 h 34 min 52.4 s |          |           |
| 1900                 | Len Hurst         | Royaume-Uni | 2 h 26 min 47.6 s |          |           |
| 1899                 | Albert Charbonnel | France      | 2 h 33 min 10 s   |          |           |
| 1898                 | Émile Champion    | France      | 2 h 30 min 10 s   |          |           |
| 1897 : Pas d’épreuve |                   |             |                   |          |           |
| 1896                 | Len Hurst         | Royaume-Uni | 2 h 31 min 30 s   | 191      | 88        |

## Vainqueurs par pays
Note: Statistiques ne prenant en compte que le Marathon et incluant l'édition de 1896
| Pays             | Total | Marathon (hommes) | Marathon (femmes) |
| ---------------- | ----- | ----------------- | ----------------- |
| Kenya            | 25    | 15                | 10                |
| Éthiopie         | 18    | 9                 | 9                 |
| France           | 14    | 10                | 4                 |
| Royaume-Uni      | 7     | 5                 | 2                 |
| Portugal         | 4     | 3                 | 1                 |
| Russie           | 4     | 0                 | 4                 |
| Japon            | 4     | 0                 | 4                 |
| Djibouti         | 2     | 2                 | 0                 |
| Belgique         | 2     | 0                 | 2                 |
| Roumanie         | 2     | 0                 | 2                 |
| Qatar            | 1     | 1                 | 0                 |
| Maroc            | 1     | 1                 | 0                 |
| Pologne          | 1     | 1                 | 0                 |
| États-Unis       | 1     | 1                 | 0                 |
| Australie        | 1     | 0                 | 1                 |
| Hongrie          | 1     | 0                 | 1                 |
| Espagne          | 1     | 0                 | 1                 |
| Nouvelle-Zélande | 1     | 0                 | 1                 |
| Suisse           | 1     | 0                 | 1                 |

## Anecdotes
- En 1983, le Marathon est gagné, à la stupéfaction générale, par Jacqueline Courtade, une parfaite inconnue qui ne viendra jamais chercher son prix. Aujourd'hui encore, même s'il est impossible de le prouver, on doute de la régularité de sa course[27].
- L'avant-dernière scène du film Riens du tout utilise des images de l'épreuve.
- En 2017, le Kényan Paul Lonyangata et la Kényane Purity Rionoripo s'imposent dans leur catégorie respective. Ils sont mari et femme au civil [28].
- En 2024, en raison de la crue de la Seine, les organisateurs décident de modifier légèrement le parcours en faisant passer les coureurs sur les quais hauts et non les quais bas de la Seine, entre le 25e et 28e kilomètre (du tunnel Henri IV jusqu'au tunnel des Tuileries)[29]. Ce parcours défini dans l'éventualité d'une crue, avait été validé depuis plusieurs années par les organisateurs[30].
- En 2025, Jean-Claude Balès, est le premier coureur marathonien pour Wikimédia France au Marathon de Paris[31]

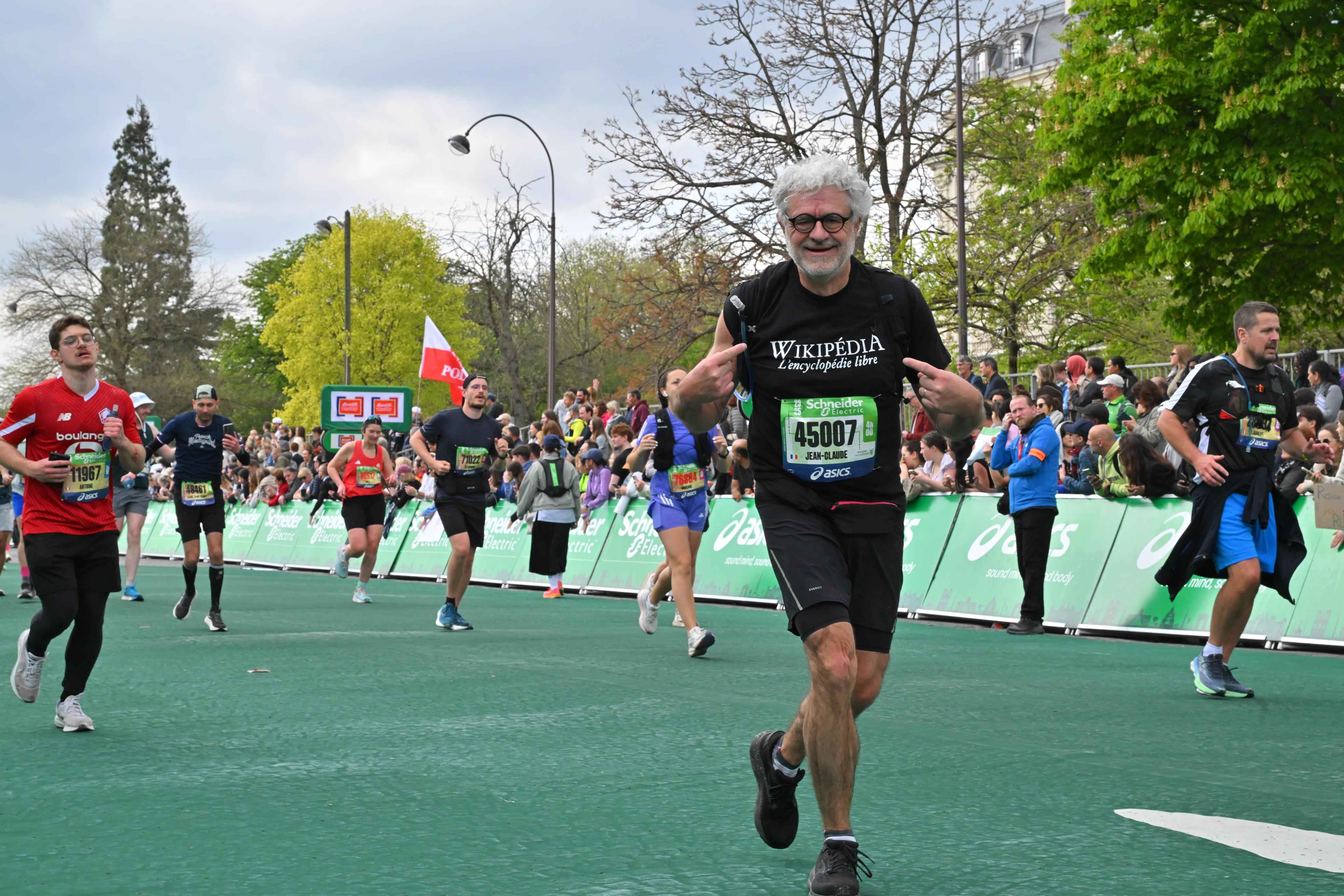
Jean-Claude Balès, premier coureur marathonien pour Wikimédia France au Marathon de Paris 2025

## Rentabilité
En dix ans, les prix d'inscription au Marathon ont presque doublé. Alors qu'en 2004, le dossard coutait entre 40 et 60 €, celui-ci se vendait entre 65 et 110 € en 2015 sans que cette hausse n'ait été justifiée. Pour l'édition 2025, le dossard coûtait entre 135 et 179 euros le dossard, en ne prenant pas en compte les options. Le Marathon de Paris est une épreuve rentable pour Amaury Sport Organisation, l'organisateur du Marathon. En 2015 l'organisateur génère 5,6 millions de chiffre d'affaires (dont trois millions de droits d'inscription, deux millions des sponsors et 500 000 € de recettes diverses) et dégage une marge brute de près de 30 %,.
De plus, en marge de l'évènement, ASO organise un salon dédié au running appelé Run expérience qui se tient à la Porte de Versailles pendant 3 jours. Chaque année, on compte pas moins de 80 000 visiteurs et 200 professionnels du secteur présents sur le salon.

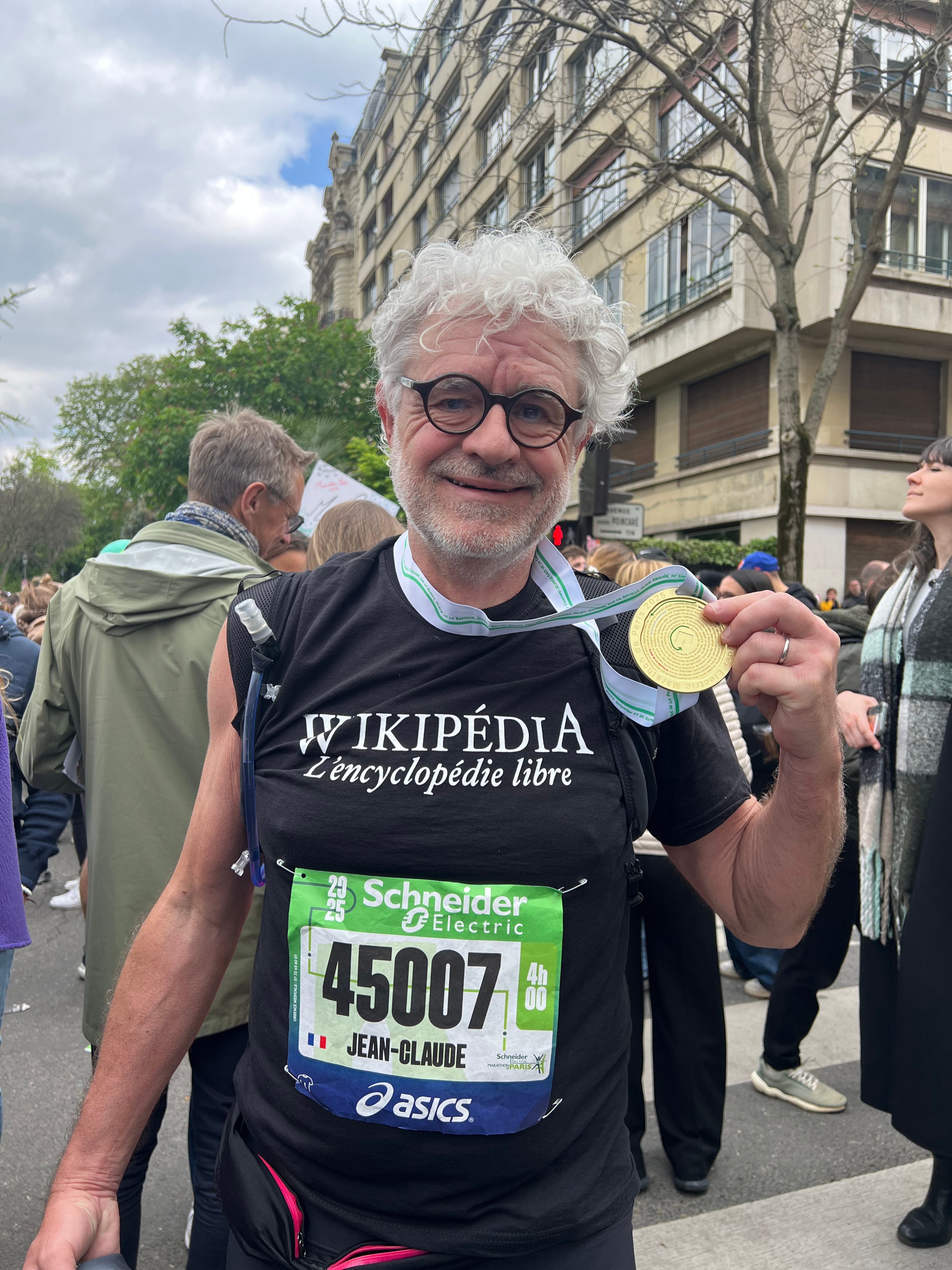
Jean-Claude Balès, premier coureur marathonien pour Wikimédia France au Marathon de Paris 2025
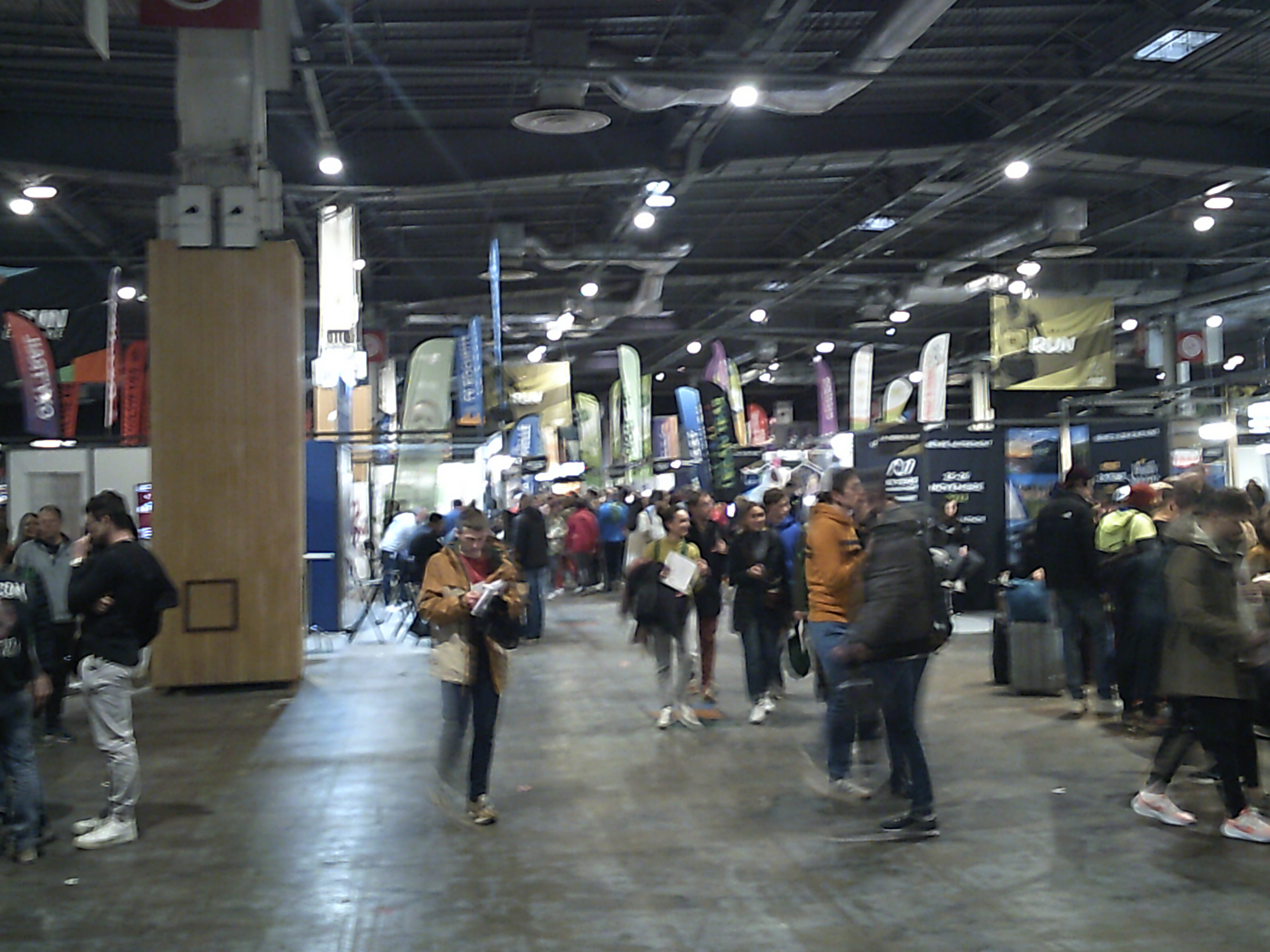
Salon Run Experience en 2023. C'est aussi là que les coureurs retirent leurs dossards.
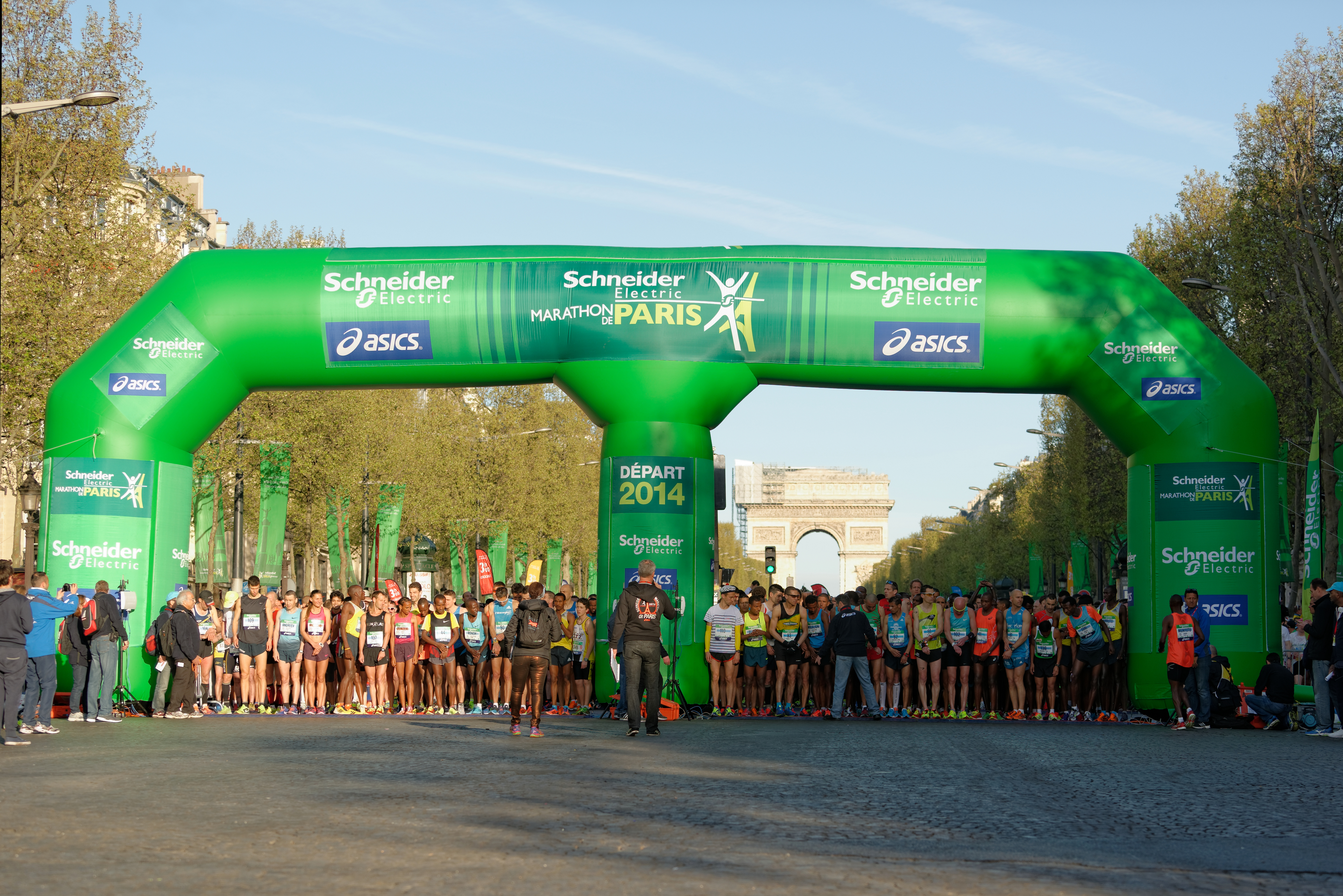
Ligne de départ de l'édition 2014.
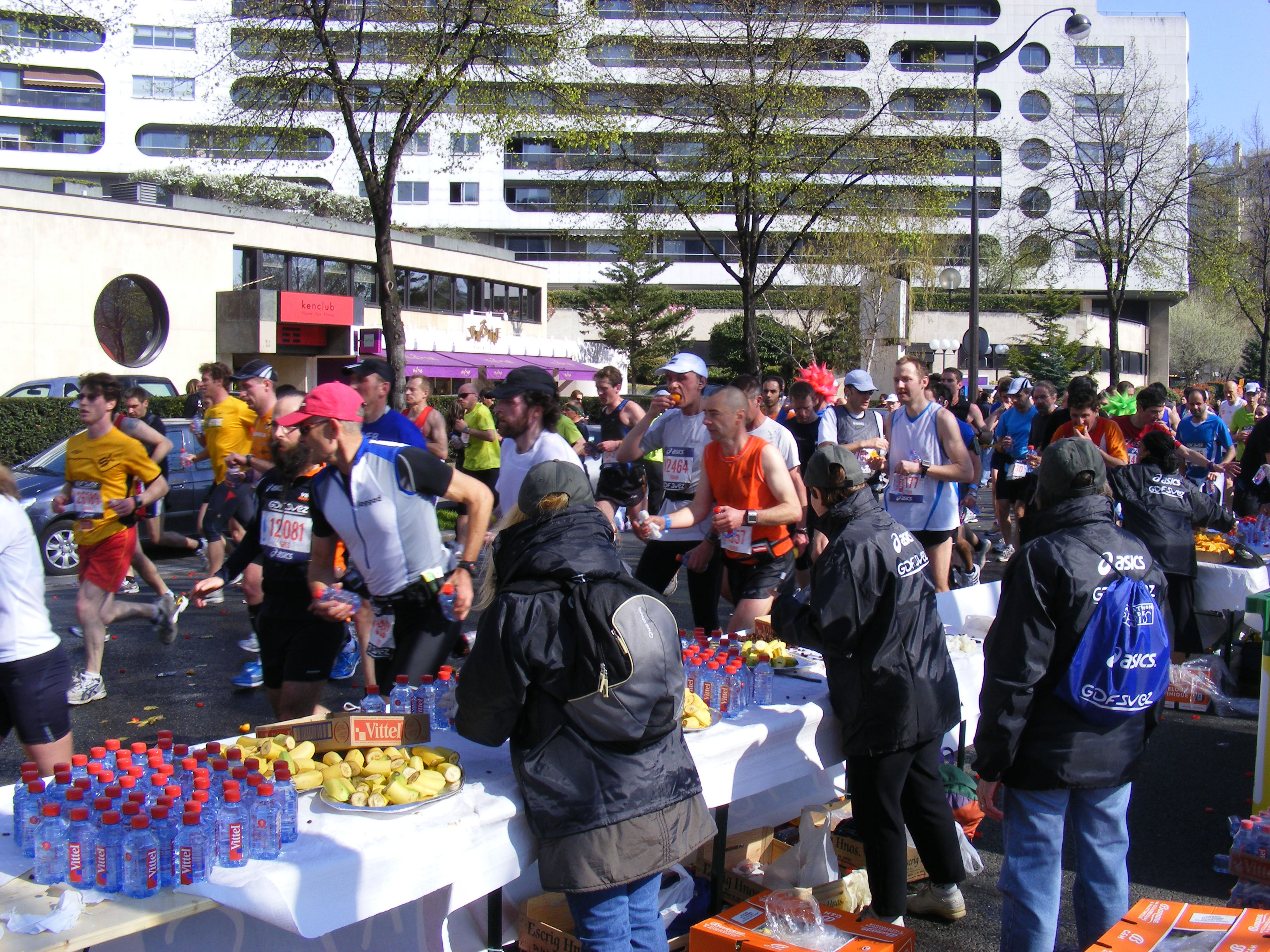
Une zone de ravitaillement lors de l'édition 2010.
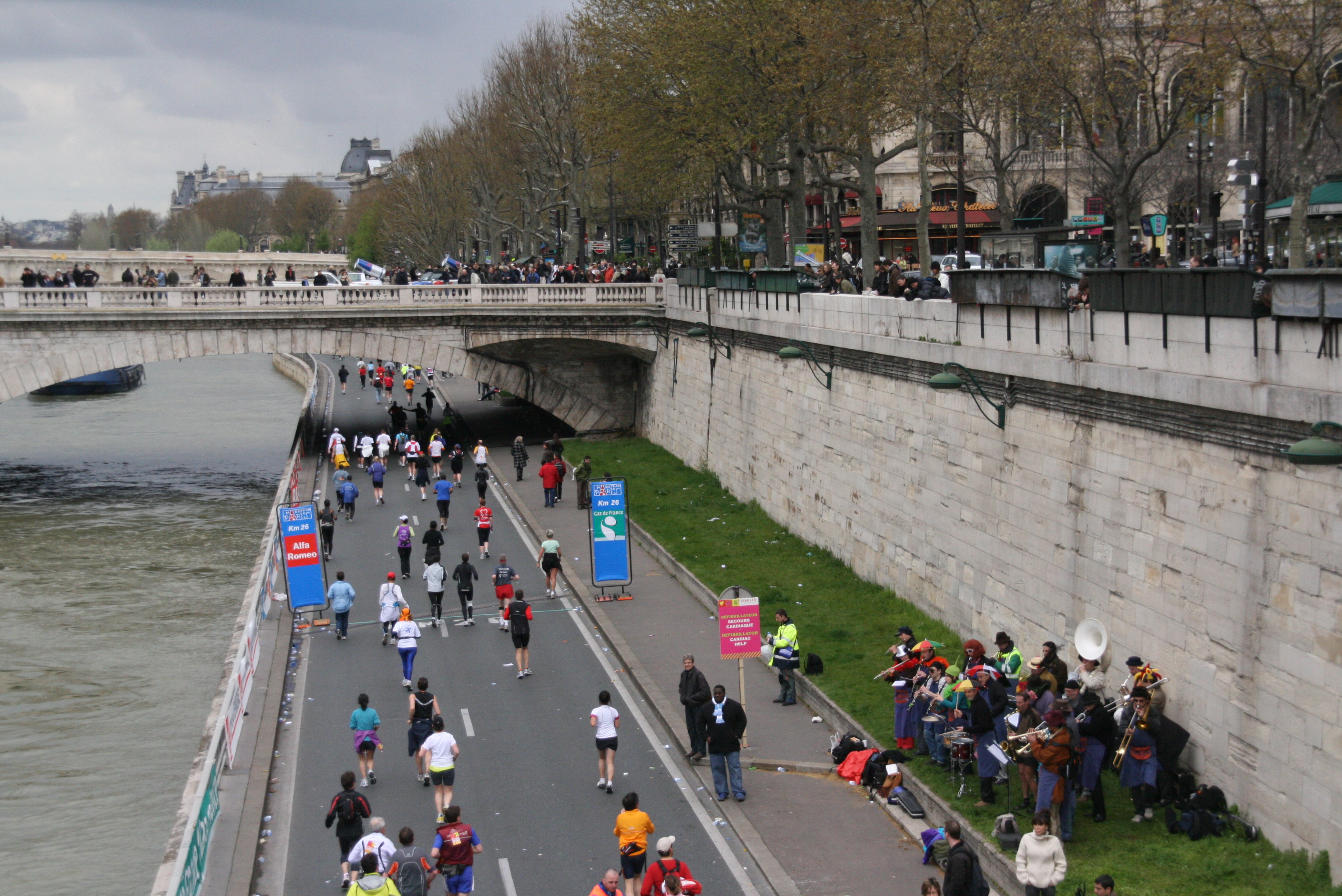
Orchestre de musique sur les quais de la Seine lors de l'édition 2008.
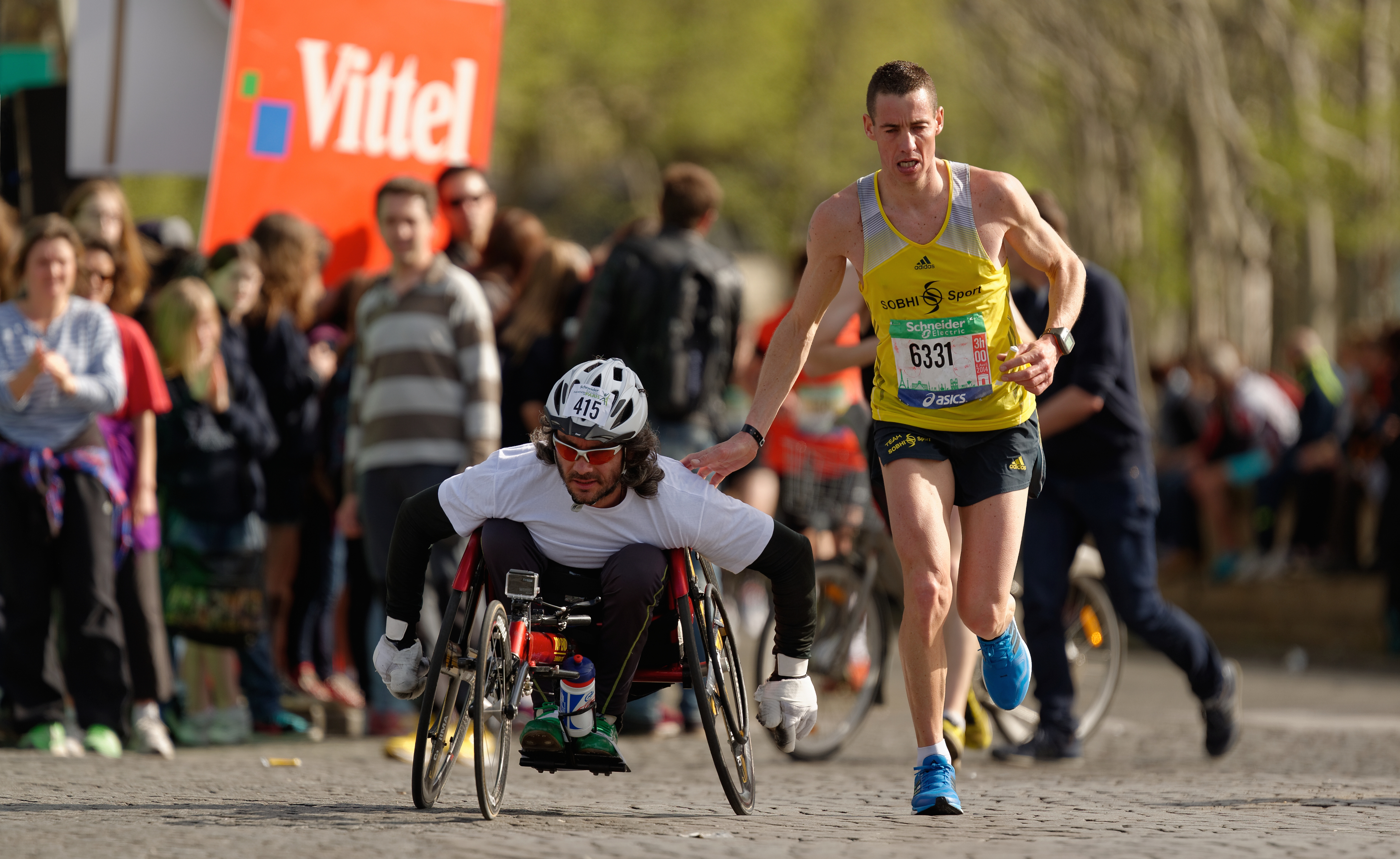
Un coureur donnant une tape amicale à un handisport au passage du ravitaillement du Trocadéro lors de l'édition 2014.